# Gyi Aung
Gyi Aung Maung (15 de dezembro de 1945) é um antigo halterofilista de Myanmar, ex-Birmânia.
Em 1970, em Yangon, ele definiu um recorde mundial no arranque, na  extinta categoria até 52 kg — 100,5 kg.
Gyi Aung participou dos Jogos Olímpicos de 1972, que contou como Campeoanto Mundial também, em Munique. Ele definiu um recorde mundial no arranque na categoria até 52 kg. Ele levantou 105 kg nesta prova, mas ficou em quinto no total combinado.
Nos Jogos Asiáticos de 1974 ele ficou com a prata, atrás do iraniano Mohammad Nassiri.